# Hof Basten

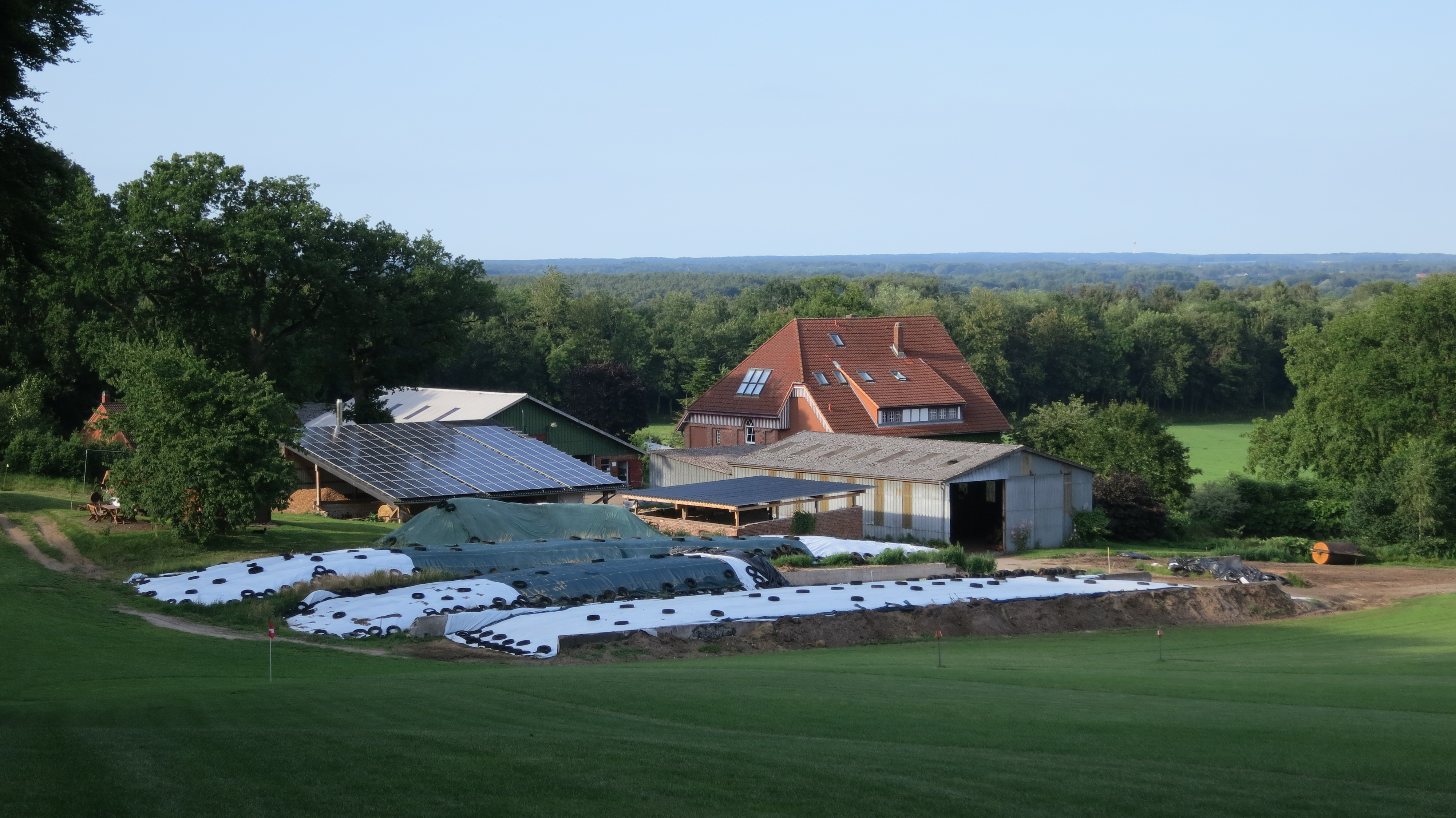
Blick über den Hof Basten nach Nordnordosten

Der Hof Basten ist ein im 18. Jahrhundert begründeter Bauernhof in Itzehoe.

## Geschichte
Das Land gehörte ursprünglich der Stadt Itzehoe, die es jedoch hatte veröden lassen. Sie versteigerte es 1731 an die meistbietenden Brüder Peter und Johann Ehlers. Diese errichteten dort 1732 ein Haus. Schon 1735 schied Peter Ehlers aus dem gemeinsamen Vorhaben aus, und Johann Ehlers bewirtschaftete den Hof fortan als Alleineigentümer. In einem Rechtsstreit verglich sich Johann 1777 mit der Stadt Itzehoe dahingehend, dass er als Ausgleich für wegfallende Weidegerechtigkeit auf städtischen Weiden weiteres Grundeigentum erhielt, wodurch der Hof Basten nun auf eine Fläche von etwa 34 ha anwuchs.
Als Johann Ehlers 1786 starb, hinterließ er sechs Kinder, von denen sein 1754 geborener Sohn Johann Hinrich bereits 1785 den Hof übernahm. Johann Hinrich Ehlers war dreimal verheiratet; den Hof erbte sein aus erster Ehe stammender Sohn Hans. Hans war zweimal verheiratet und hatte fünf Kinder, die alle aus der ersten Ehe stammten. Den Hof erbte nach seinem Tod 1866 sein jüngster Sohn Hans (junior), als dieser 1868 das 30. Lebensjahr vollendete. Noch 1868 heiratete Hans Ehlers junior. Hans ließ 1879 das 1732 errichtete Haus durch einen Neubau ersetzen und beschränkte den Hofbetrieb ab 1889 auf viehlose Landwirtschaft. Als Hans Ehlers junior 1903 starb, erbte von seinen sieben Kindern sein Sohn Wilhelm den Hof. Wilhelm tauschte mit der Stadt Landflächen aus, so dass der Hof nun ca. 35 ha umfasste. Er bekam Grund mit Kieslagern hinzu, die er ausbeutete, während die Stadt das im Gegenzug von ihm erhaltene Land, das am Stadtforst lag, aufforsten ließ.

## Heutige Situation
Im Jahr 2010 umfasste der Hof Basten ungefähr 75 ha Land im Eigentum von Hans-Wilhelm Ehlers und seiner Frau Ellen, die seit 1981 den Hof in mittlerweile siebter Generation betreiben. Der Betrieb bestand aus einem Milchviehbetrieb mit Grünland, Mais und Getreide; der Ackerbau ist mittlerweile zurückgefahren, während die Milchviehwirtschaft fortbesteht. Seit 2005 werden zudem Ferienappartements vermietet und es besteht eine Einbindung in das Tourismuskonzept der Stadt; eine Erweiterung um Ferienhäuser hingegen konnte mehrere Jahre lang nicht umgesetzt werden. Mittlerweile konnte jedoch ein weiteres Gebäude errichtet werden, das gastronomisch genutzt wird. Zudem entstand ein Swingolfbetrieb mit einem 5 ha großen Swingolfplatz. Auf dem nordöstlich von Hof Basten gelegenen Gelände der ehemaligen Schießanlage der Bundeswehr entstand mit dem Reitstall Basten von Eva Maria Penzlin seit 2009 ein weiterer Betrieb.
Der Hof Basten ist nach dem Ende der Güter Schmabek und Pünstorf neben dem Geflügelhof Schmabek, dem Hof Klosterholz, dem Hof Vock an der Alten Landstraße, dem Hof Stahl an der Unteren Dorfstraße in Edendorf und dem Hof Frahm in Bellerkrug einer der sechs letzten Landwirtschaftsbetriebe in Itzehoe.